# Hải quy
Hải quy (giản thể: 海归; phồn thể: 海歸; bính âm: hǎiguī) là một thuật ngữ tiếng lóng của tiếng Trung dành cho những công dân Trung Quốc trở về Trung Quốc đại lục sau khi du học.  Những sinh viên tốt nghiệp từ các trường đại học nước ngoài này từng được các nhà tuyển dụng ở Trung Quốc săn đón nhiều, nhưng ít nhất một nghiên cứu đã chỉ ra rằng hiện họ ít có khả năng được tuyển dụng hơn so với sinh viên Trung Quốc có bằng cấp từ các trường đại học tại Trung Quốc,  có thể vì một số lý do, chẳng hạn như sự gia tăng thứ hạng của các cơ sở giáo dục Trung Quốc trong xếp hạng quốc tế và mức lương các hải quy đề xuất được một số nhà tuyển dụng coi là cao phi thực tế.
Những cựu công dân Trung Quốc đã từ bỏ quốc tịch, nhưng chuyển đến sống ở nước này để tìm kiếm cơ hội nghề nghiệp, cũng thường tự coi mình là hải quy, nhưng cách sử dụng này không được công chúng Trung Quốc công nhận ở mức độ tương tự.
Hơn 800.000 hải quy vừa tốt nghiệp đã trở về Trung Quốc vào năm 2020, tăng 70% so với năm 2019, phần lớn là do tác động của đại dịch COVID-19. 
Từ đồng âm 海龟; 海龜 (cũng là hǎiguī) nghĩa là "rùa biển" đôi khi được sử dụng như một phép ẩn dụ vì rùa biển cũng di chuyển rất xa ra nước ngoài. Thuật ngữ "rùa hải ngoại" cũng đã được sử dụng. 
Một số hải quy đã quay trở lại Trung Quốc do suy thoái cuối thập niên 2000 ở Hoa Kỳ và châu Âu. Theo thống kê của chính phủ CHND Trung Hoa, chỉ một phần tư trong số 1,2 triệu người Trung Quốc đã ra nước ngoài học tập trong 30 năm qua đã trở về.